# Plateau (Nigeria)

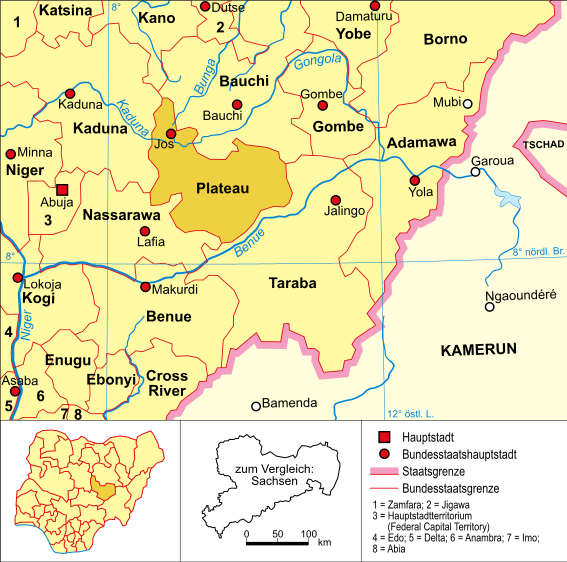
Lage von Plateau in Nigeria

Plateau ist ein Bundesstaat des westafrikanischen Landes Nigeria mit der Hauptstadt Jos, die mit 816.876 Einwohnern (2005) auch die größte Stadt des Bundesstaates ist.

## Geografie
Der Bundesstaat liegt in der östlichen Mitte des Landes und grenzt im Norden an den Bundesstaat Bauchi, im Südwesten an den Bundesstaat Nassarawa, im Südosten und Osten an den Bundesstaat Taraba und im Westen an den Bundesstaat Kaduna. Südöstlich von Jos entspringt der Fluss Gongola, der zum Flusssystem des Benue/Nigers gehört. Der Ankwe, im Oberlauf Dep, bildet auf einem langen Stück die Grenze zwischen den Bundesstaaten Plateau und Nassarawa.

## Religion
Der Bundesstaat ist ein Brennpunkt der Konflikte zwischen dem muslimischen Norden und dem christlich geprägten Süden Nigerias. Seit 2001 kam es immer wieder zu Zusammenstößen, die mehr als 1000 Menschen das Leben gekostet haben. So kamen bei Unruhen im Januar 2010 in der Provinzhauptstadt Jos, denen ganze christliche Stadtviertel zum Opfer fielen, mehrere hundert Menschen ums Leben. Bei erneuten Ausschreitungen zwischen Angehörigen des Hirtenvolkes der Fulani (Muslime) gegen die Dorfbewohner der Berom (Christen) in überwiegend von Christen bewohnten Ortsteilen im Dorf Dogo Nahawa bei Jos wurden in der Nacht zum 7. März 2010 mehr als 500 Christen getötet. Bei einem weiteren Angriff im Juli 2012, der örtlichen muslimischen Fulani Stammesmitgliedern zugerechnet wird, wurden rund 100 Christen getötet.

## Geschichte
Der Bundesstaat wurde am 3. Februar 1976 aus einem Teil des früheren Bundesstaates „Benue-Plateau“ gebildet. Erster Gouverneur war zwischen März 1976 und Juli 1978 Dan Suleiman.
Gegenwärtiger Gouverneur ist seit 13. November 2006 Michael Botmang.

## Angriffe auf Dörfer
Im Dezember 2023 wurden etwa 20 Dörfer im Bundesstaat von bewaffneten Gruppen angegriffen. Dabei wurden mehr als 100 Menschen getötet und über 300 Menschen verletzt.

## Gouverneure und Administratoren
- Dan Suleiman (Gouverneur 1976–1978)
- Joshua U. Anaja (Gouverneur 1978–1979)
- Solomon Lar (Gouverneur 1979–1983)
- Samuel Atukum (Gouverneur 1984–1985)
- Chris Alli (Gouverneur 1985–1986)
- Lawrence Onoja (Gouverneur 1986–1988)
- Aliyu Karma (Gouverneur 1988–1990)
- Joshua Madaki (Gouverneur 1990–1992)
- Fidelis Tapgun (Gouverneur 1992–1993)
- J. Mohammed Mana (Administrator 1993–1996)
- Habibu Idris Shuaibu (Administrator 1996–1998)
- Musa Shehu (Administrator 1998–1999)
- Joshua Dariye (Gouverneur 1999–2004)
- Chris Alli (Übergangsadministrator 2004)
- Joshua Dariye (Gouverneur 2004–2006)
- Joshua Dariye (Gouverneur April – Mai 2007)
- Jonah David Jang (Gouverneur 2007–2015)
- Simon Bako Lalong (Gouverneur 2015–2023)
- Caleb Mutfwang (Gouverneur seit 2023)

## Verwaltung
Der Staat gliedert sich in 17 Local Government Areas.
Diese sind: Bakkos, Barkin-Ladi, Bassa, Jos East, Jos North, Jos South, Kanam, Kanke, Langtang North, Langtang South, Mango, Mikang, Panshkin, Qua'an-Pan, Riyom, Shendam und Wase.

## Wirtschaft
Ein wichtiger Wirtschaftszweig ist die Landwirtschaft. Es werden unter anderem Kartoffeln, Erdnüsse, Gemüse, Früchte und Yams angebaut.
Bedeutend im Bundesstaat ist auch die Gewinnung von Bodenschätzen. Es werden Kassiterit, Bariumsulfat, Lehm, Kaolin, Zinn, Edelsteine, Quarz und Feldspat gefördert.